# Kosoto gake
Kosoto Gake (小外掛), por vezes conhecido como pequeno gancho externo, é um dos 40 Nage waza originais de Judo como desenvolvido por Jigoro Kano. Pertence ao terceiro grupo, Sankyo, da lista de arremessos tradicionais, Gokyo (no waza), de Judo Kodokan . Também faz parte das atuais 67 Arremessos de Kodokan Judo. É classificado como uma técnica de pé, Ashi waza. É frequentemente usado como um contra-ataque ao Tai otoshi, depois de passado por cima da perna. Para fazer esta técnica, o Tori agarra o Uke usando uma de várias pegas compatíveis - o exemplo tradicional sendo a pega manga colarinho. Ele então dá um passo para a frente diagonalmente para colocar todo o peso do uke no pé que o tori deseja tirar. Esta perna é tirada pelo enrolamento da perna do tori à volta da do uke por fora (fazê-lo por dentro é O-uchi-gari) e colhendo o calcanhar ou o gémeo. Porque o peso foi plantado no seu pé devido ao desequilibrar o uke, o tori pode fazê-lo cair. Se o peso do uke não estiver na perna que está a ser varrida, o uke vai continuar estável e capaz de manter o equilíbrio. Isto deve ser tudo feito num movimento fluido para que o peso do uke se mova para trás enquanto a perna está a ser colhida, senão vai ser demasiado pesada para levantar embora o arremesso possa resultar às vezes desta posição
O oposto disto é gyaku-kosoto gake (pequeno gancho externo inverso), que lembra a derrubada passada por cima.